# Lúpies
Lúpies (llatí: Lupiae grec antic: Λουπίαι) és una antiga ciutat dels sal·lentins a la Calàbria romana (Pulla) entre Brundusium i Hydruntum a uns 35 km (25.000 passes diu l'Itinerari d'Antoní) de cadascuna. Segons Estrabó era a uns 12 km del mar però devia tenir algun port a la costa, ja que Plini el Vell i Claudi Ptolemeu l'esmenten com si fos una ciutat costanera.
Apià diu que allà hi va fer cap Octavi quan va tornar a Itàlia immediatament després de la mort de Juli Cèsar, sense gosar avançar cap a Brundisium fins que va rebre informació del que estava passant a Roma.
Una tradició recollida per Juli Capitolí diu que la va fundar Malenni, el rei dels sal·lentins, fill de Dasum. Ciutat del sal·lentins, va passar als romans amb la resta de la regió i no va ser mai teatre de cap esdeveniment destacat. Durant el domini roma era un municipi de certa importància i el seu territori es deia ager Lyppiensis. Probablement el nom es va deformar a Lycium del que va derivar el seu nom modern: Lecce, aparegut a l'edat mitjana.